# 대한상공회의소
대한상공회의소(大韓商工會議所, Korea Chamber of Commerce and Industry, 약칭 대한상의)는 기업의 건전한 성장과 발전을 돕고 경영상의 애로를 해소하고자 상공업계를 대표하여 정부·지방자치단체 등에 이를 건의함으로써 그 권익을 적극 대변하는 한편 회원 상호간의 교류와 협력을 위한 사업을 전개하는 종합경제단체로서 상공회의소법에 근거하여 설립되었다. 또한, 인력개발원 운영과 자격시험을 시행하고 있다. 전국경제인연합회, 한국경영자총협회, 대한상공회의소, 한국무역협회, 중소기업협동조합중앙회 등으로 이루어진 경제 5단체 중의 하나이다.

## 설립 근거
- 상공회의소법 제1조[1]

## 주요 사업
- 국가기술자격검정
- 인력개발
- 정부위탁사업수행
- 정보화지원사업
- 국제협력
- 회의/교육/정보제공
- 조사/연구

## 연혁
- 1884년 한성상업회의소 설립
- 1895년 11월 10일 상무회의소규례 제정 공포
- 1896년 6월 23일 한성상무회의소 설립
- 1899년 2월 12일 상무회의소를 상무사로 개칭
- 1905년 7월 5일 경성상업회의소 설립
- 1946년 5월 19일 조선상공회의소 창립총회
- 1946년 9월 26일 경성상공회의소 창립총회
- 1946년 11월 15일 경성상공회의소 제1회 의원총회
- 1948년 7월 23일 대한상공회의소 및 서울상공회의소로 개칭
- 1952년 12월 20일 상공회의소법 제정 공포
- 1961년 7월 25일 상공회의소 및 대한상공회의소 운영에 관한 임시조치법 제정
- 1964년 5월 12일 제1회 상공의 날 행사 개최
- 1967년 1월 16일 상공회의소법 개정법률안 공포
- 1984년 9월 26일 상공회의소 회관 준공
- 1984년 10월 31일 상공회의소 창립 100주년
- 2005년 12월 5일 상공회의소 회관 준공
- 2006년 12월 28일 상공회의소법 개정
- 2007년 4월 5일 상공회의소법시행령 일부개정
- 2011년 전국 71개 상공회의소

## 조직

### 회장
서울상공회의소 회장이 대한상공회의소 회장을 겸임한다.
- 산업혁신운동 중앙추진본부
  - 기획조정팀
  - 산업혁신지원팀
  - 산업혁신운영팀

#### 상근부회장
- 규제개혁추진단
  - 총괄기획팀
  - 규제개선전략팀
  - 투자환경개선팀
  - 중기·소상공인지원팀
- 감사실
- 홍보실

##### 전무이사
- 경영기획본부
  - 기획팀
  - 대외협력팀
  - 총무팀
  - 인사팀
  - 회계팀
  - IT지원팀
  - 비상계획실
- 회원사업본부
  - 회원서비스팀
  - 중소기업지원팀
  - 무역인증서비스팀
  - 회원관리팀
- 상공회운영사업단
  - 기획관리팀
- 경제조사본부
  - 경제정책팀
  - 기업정책팀
  - 산업정책팀
  - 사업재편지원TF팀
  - 혁신성장옴부즈만지원단
    - 혁신기획팀
    - 혁신지원팀
- 기업환경조사본부
  - 규제혁신팀
  - 고용노동정책팀
  - 기업문화팀
- 국제본부
  - 아주협력팀
  - 구미협력팀
  - 국제통상팀
  - 북경사무소
  - 베트남사무소
  - 서울용산국제학교TF팀
- 공공사업본부
  - 중소기업품질혁신팀
  - 농식품산업협력TF팀
  - 인적자원개발지원팀
  - 자격평가사업단
    - 자격평가기획팀
    - 자격평가운영팀
    - 기업인재평가사업팀
- 유통물류진흥원
  - 유통물류정책팀
  - 유통물류조사팀
  - 국제표준팀
  - 표준보급팀
- 인력개발사업단
  - 능력개발실
  - HR사업실
- 지속가능경영원
  - 국가발전팀
  - 사업화팀
  - ESG경영실
  - 탄소중립센터

### 위원회
- 상임위원회
  - 조세위원회
  - 금융위원회
  - 고용노동위원회
  - 유통위원회
  - 물류위원회
  - 환경기후위원회
  - 중소기업위원회
  - 국제통상위원회
  - 서울경제위원회
  - 관광산업위원회
  - 중견기업위원회
  - 사회공헌위원회

## 사진

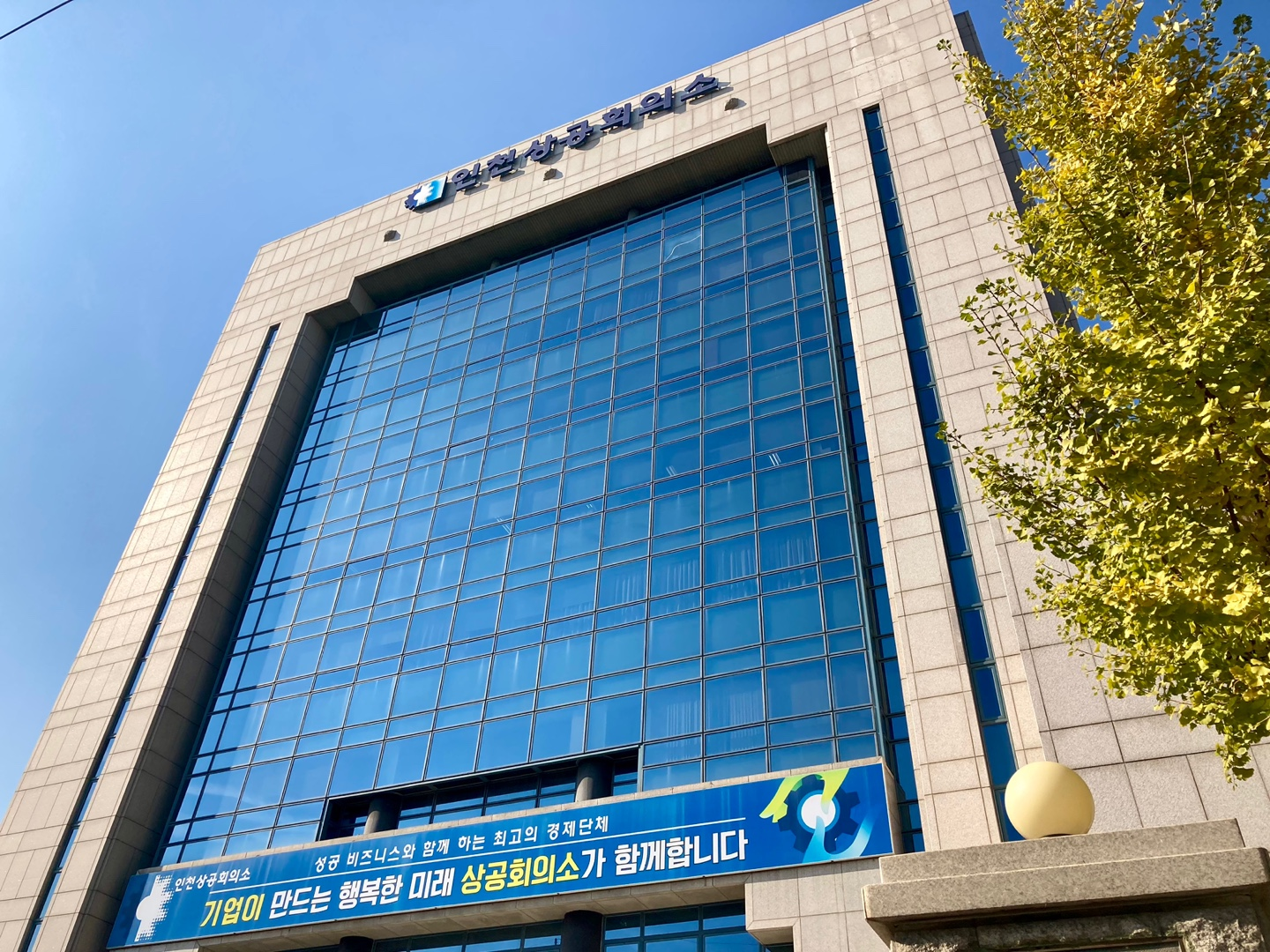
인천상공회의소(남동구 은봉로60번길 46)
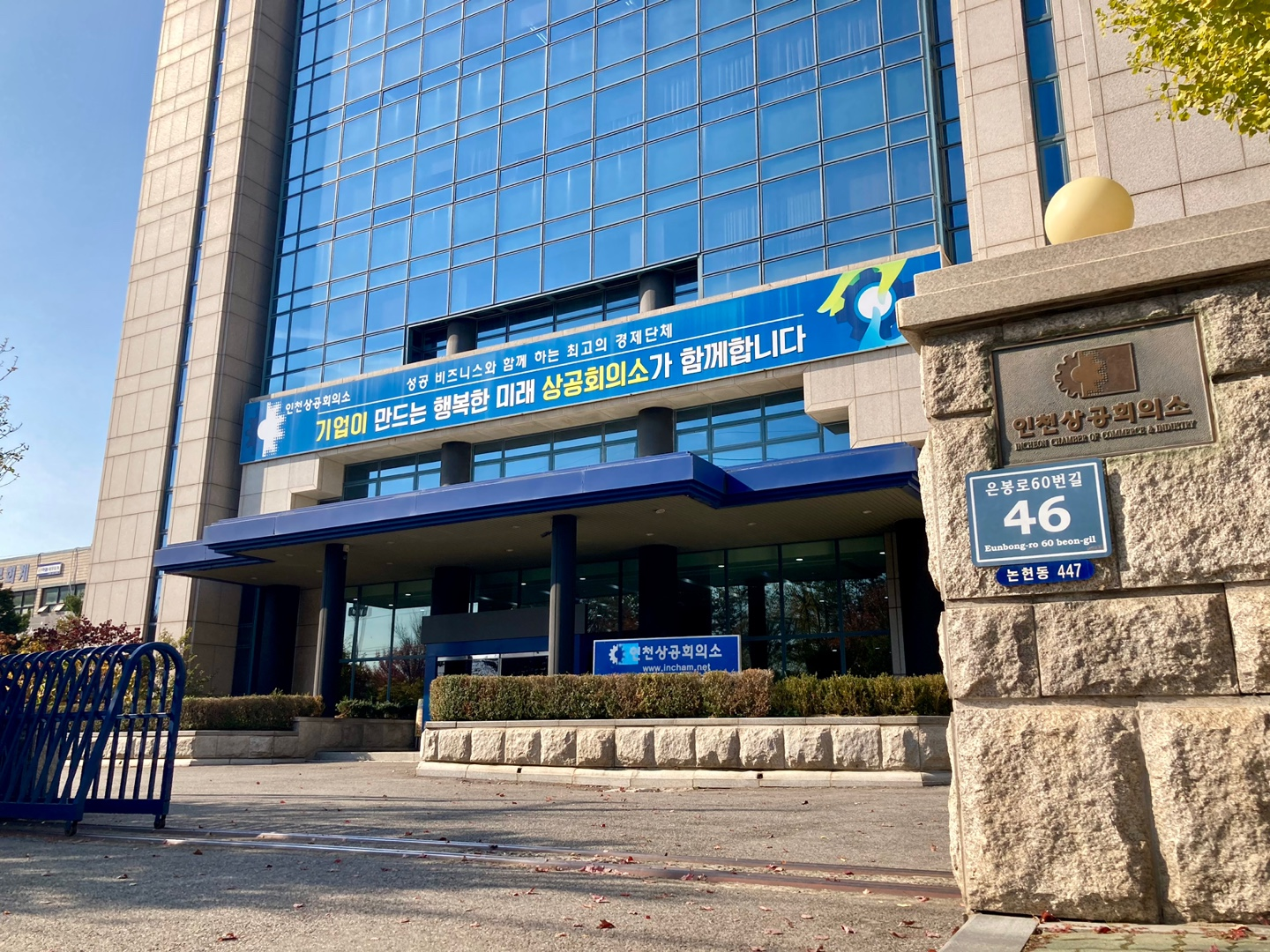
인천상공회의소(남동구 은봉로60번길 46)

#### 72개 지역 상공회의소
- 서울상공회의소: 서울특별시 중구 세종대로 39
- 부산상공회의소: 부산광역시 부산진구 황령대로 24
- 대구상공회의소: 대구광역시 동구 동대구로 457
- 인천상공회의소: 인천광역시 남동구 은봉로60번길 46
- 광주상공회의소: 광주광역시 서구 대남대로 465
- 대전상공회의소: 대전광역시 서구 대덕대로176번길 51
- 울산상공회의소: 울산광역시 남구 돋질로 97
- 수원상공회의소: 경기도 수원시 장안구 수성로 311
- 안성상공회의소: 경기도 안성시 미양로 847
- 안양상공회의소: 경기도 안양시 만안구 안양로 133
- 부천상공회의소: 경기도 부천시 장말로 289
- 성남상공회의소: 경기도 성남시 분당구 양현로 164
- 경기북부상공회의소: 경기도 의정부시 추동로 140
- 평택상공회의소: 경기도 평택시 평택로 149
- 이천상공회의소: 경기도 이천시 이십대천로 1119
- 안산상공회의소: 경기도 안산시 적금로 120
- 화성상공회의소: 경기도 화성시 향남읍 토성로 14
- 용인상공회의소: 경기도 용인시 처인구 명지로 81
- 김포상공회의소: 경기도 김포시 감암로 125-2
- 군포상공회의소: 경기도 군포시 산본동
- 하광상공회의소: 경기도 광주시 행정타운로69가길 8
- 시흥상공회의소: 경기도 시흥시 산기대학로 237
- 광명상공회의소: 경기도 광명시 철산로 20
- 경기동부상공회의소: 경기도 남양주시 홍유릉로248번길 39
- 고양상공회의소: 경기도 고양시 일산동구 중앙로1275번길 38-31
- 포천상공회의소: 경기도 포천시 중앙로34번길 8
- 오산상공회의소: 경기도 오산시 성호대로 81
- 의왕상공회의소: 경기도 의왕시 오전공업길 13
- 파주상공회의소: 경기도 파주시 금빛로 15
- 춘천상공회의소: 강원특별자치도 춘천시 금강로 29
- 강릉상공회의소: 강원특별자치도 강릉시 종합운동장길 88
- 원주상공회의소: 강원특별자치도 원주시 북원로 2551
- 삼척상공회의소: 강원특별자치도 삼척시 진주로 54
- 태백상공회의소: 강원특별자치도 태백시 황지로 188-1
- 속초상공회의소: 강원특별자치도 속초시 중앙로 121
- 동해상공회의소: 강원특별자치도 동해시 천곡동 852-3
- 충남북부상공회의소: 충청남도 천안시 서북구 광장로 215
- 서산상공회의소: 충청남도 서산시 읍내3로 28
- 당진상공회의소: 충청남도 당진시 당진시장길 149
- 청주상공회의소: 충청북도 청주시 상당구 상당로 106
- 충주상공회의소: 충청북도 충주시 으뜸로 31
- 전주상공회의소: 전북특별자치도 전주시 완산구 홍산로 276
- 익산상공회의소: 전북특별자치도 익산시 인북로 187
- 군산상공회의소: 전북특별자치도 군산시 조촌안3길 20
- 정읍상공회의소: 전북특별자치도 정읍시 서부로 6
- 목포상공회의소: 전라남도 목포시 해안로173번길 29
- 여수상공회의소: 전라남도 여수시 좌수영로 55 (광무동)
- 순천상공회의소: 전라남도 순천시 장명로 6
- 광양상공회의소: 전라남도 광양시 항만대로 465
- 포항상공회의소: 경상북도 포항시 남구 포스코대로 333
- 경주상공회의소: 경상북도 경주시 중앙로 67-2
- 영천상공회의소: 경상북도 영천시 금완로 63
- 경산상공회의소: 경상북도 경산시 경안로 223
- 구미상공회의소: 경상북도 구미시 송정대로 120
- 김천상공회의소: 경상북도 김천시 시청로 137
- 상주상공회의소: 경상북도 상주시 중앙로 224
- 안동상공회의소: 경상북도 안동시 축제장길 240
- 영주상공회의소: 경상북도 영주시 선비로 182
- 창원상공회의소: 경상남도 창원시 의창구 중앙대로 166
- 양산상공회의소: 경상남도 양산시 중앙로 198
- 진주상공회의소: 경상남도 진주시 동진로 255
- 김해상공회의소: 경상남도 김해시 호계로422번길 24
- 밀양상공회의소: 경상남도 밀양시 중앙로 270
- 통영상공회의소: 경상남도 통영시 중앙로 241
- 거제상공회의소: 경상남도 거제시 신현읍 고현로14길 43-8
- 사천상공회의소: 경상남도 사천시 용현면 사천대로 969-4
- 제주상공회의소: 제주특별자치도 제주시 청사로1길 18-4

## 주한외국상공회의소
- 주한 네덜란드 경제인 협회 Dutch Business Council Korea
- 주한 뉴질랜드상공회의소 The Kiwi Chamber / New Zealand Chamber of Commerce in Korea
- 한독상공회의소 Korean-German Chamber of Commerce & Industry
- 주한 미국상공회의소 The American Chamber of Commerce in Korea
- 한불상공회의소 French Korean Chamber of Commerce and Industry
- 주한 스웨덴상공회의소 Swedish Chamber of Commerce in Korea
- 주한 아일랜드 상공회의소 Asia ireland Chamber of Commerce
- 주한 영국상공회의소 The British Chamber of Commerce in Korea
- 주한 유럽상공회의소 European Chamber of Commerce in Korea
- 주한 이란상공회의소 Korea Iran Chamber of Commerce and Industry in Korea
- 주한 이탈리아 상공회의소 Italian Chamber of Commerce in Korea
- 주한 인도상공회의소 Indian Chamber of Commerce in Korea
- 서울재팬클럽 Seoul Japan Club
- 주한 캐나다 상공회의소 CanCham Korea, The Canadian Chamber of Commerce in Korea
- 주한 호주상공회의소 Australia Chamber of Commerce in Korea
- CCPIT 서울사무소 China Chamber Of International Commerce & China Council for the Promotion

## 지역인력개발원
- 광주인력개발원 (광주광역시 광산구 소촌동)
- 부산인력개발원 (부산광역시 남구 용당동)
- 충남인력개발원 (충청남도 공주시 의당면)
- 강원인력개발원 (강원특별자치도 홍천군 북방면)
- 충북인력개발원 (충청북도 옥천군 옥천읍)
- 인천인력개발원 (인천광역시 남동구 고잔동)

## 역대 대한상공회의소 회장
| 대수        | 성명   | 재임기간                 | 비고                                                        |
| ----------- | ------ | ------------------------ | ----------------------------------------------------------- |
| 초대        | 이중재 | 1954년 6월 ~ 1954년 9월  | 경성전기(주)                                                |
| 초대 ~ 2대  | 이세현 | 1954년 9월 ~ 1960년 8월  | 조양견직(주)                                                |
| 제3대       | 송대순 | 1960년 8월 ~ 1961년 4월  | 대한증권(주)                                                |
| 제3대       | 전용순 | 1961년 4월 ~ 1961년 7월  | 금강제약소                                                  |
| 제4대       | 전택보 | 1961년 9월 ~ 1961년 12월 | (주)천우사                                                  |
| 제4 ~ 5대   | 송대순 | 1961년 12월 ~ 1967년 8월 | 대한증권(주)                                                |
| 제6 ~ 8대   | 박두병 | 1967년 8월 ~ 1973년 8월  | 동양맥주(주)                                                |
| 제8대       | 김성곤 | 1973년 9월 ~ 1975년 2월  | 쌍용양회공업(주)                                            |
| 제9대       | 태완선 | 1976년 6월 ~ 1979년 2월  | 대한중석광업(주)                                            |
| 제10대      | 김영선 | 1979년 5월 ~ 1980년 9월  | 대한재보험(주)                                              |
| 제11 ~ 12대 | 정수창 | 1980년 9월 ~ 1988년 5월  | 동양맥주(주)                                                |
| 제13 ~ 16대 | 김상하 | 1988년 5월 ~ 2000년 4월  | (주)삼양사                                                  |
| 제17 ~ 18대 | 박용성 | 2000년 4월 ~ 2005년 11월 | 두산중공업(주)                                              |
| 제18 ~ 21대 | 손경식 | 2005년 11월 ~ 2013년 7월 | CJ(주)                                                      |
| 제21 ~ 23대 | 박용만 | 2013년 8월 ~ 2021년 3월  | 두산인프라코어 회장, DLI 대표이사 회장, 국립오페라단 이사장 |
| 제24대 ~    | 최태원 | 2021년 3월 ~             | SK주식회사 대표이사 회장                                    |

## 같이 보기
- 산업통상자원부
- 전국경제인연합회
- 한국경영자총협회
- 한국무역협회
- 중소기업협동조합중앙회